# Література мая
Література мая — письмові джерела мая, до яких належать тексти, написані мовами мая, а також тексти іспанською мовою (зокрема і транслітерація написів), що були перекладені з оригіналів Конкістадорами з Європи. До нашого часу дійшли поодинокі письмові джерела давніх юкатанських мая. Міфологічні епічні твори, лірика, військові гімни та пісні існували, але майже не збереглися. Пізній період історії мая позначений великою кількістю релігійної та епічної літератури, сюжети якої також часто переплітаються з міфологією.

## Релігійні тексти
Особливе місце серед усіх пам'яток літератури займають пророчі тексти, найбільш відомими з яких є книги «Чилам-Балам» (пророцтва Балама). Крім пророцтв в книгах (усього таких вісімнадцять) присутні важливі історичні хроніки X — XI століть, в яких описуються мандри племені іца, відомості про медицину календарні розрахунки та багато іншого. Така «енциклопедія народу мая» була способом передачі всіх накопичених знань давніх мая майбутнім поколінням. Сучасна псевдонаука часто послуговується текстами катун «Чилам-Балама» як доказом неминучості кінця світу і прийдешніх катаклізмів.
Серед інших джерел, що містять пророцтва і заклинання мая, особливо вирізняється збірка «Ритуал Бакабів». Поєднання лірики та релігійної літератури властиве для книги «Пісні з Цітбальче», в якій, крім текстів ритуальних пісень, є зразки ліричних творів юкатанських мая.

## Драматургія і епос

### Драма
Драматичні твори мая представлені нечисленними переказами та згадками, що дійшли до наших днів у зміненій версії, але деякі мають досить точний сюжет. Одна з найяскравіших пам'яток пізнього періоду — «Рабіналь-ачі» — стала відомою завдяки французькому досліднику Шарлю Етьєну Брассер де Бурбуру. В 1850 році зі слів жителя селища Рабіналь він записав драматичну історію про протистояння індіанців Рабіналь та кіче.
Драма починається з того, що син Балам-ачі молодий Кече-ачі викрадає кількох людей з племені Рабіналь, але відважний Рабіналь-ачі, син Хобхота, повертає їх і як помсту влаштовує противнику, що вирішив підпорядкувати собі плем'я, продовольчий бойкот: він скасував поставки какао до кіче. Не бажаючи миритися з таким становищем, Кече-ачі викрадає Хобхота й провокує таким чином Рабіналь-ачі на війну, яка тривала двісті шістдесят днів. В результаті війни рабінальці визволили старого Хобхота і викрали Кече-ачі. Хобхот вирішив схитрувати й усиновити бранця, щоб схилити його на свій бік, але Кече-ачі воліє вмерти, ніж зрадити своє плем'я. Так Кече-ачі приносять в жертву на вівтарі. Вважається, що під час театральної вистави актор, що виконував роль Кече-ачі, завжди гинув по-справжньому.

### Епос

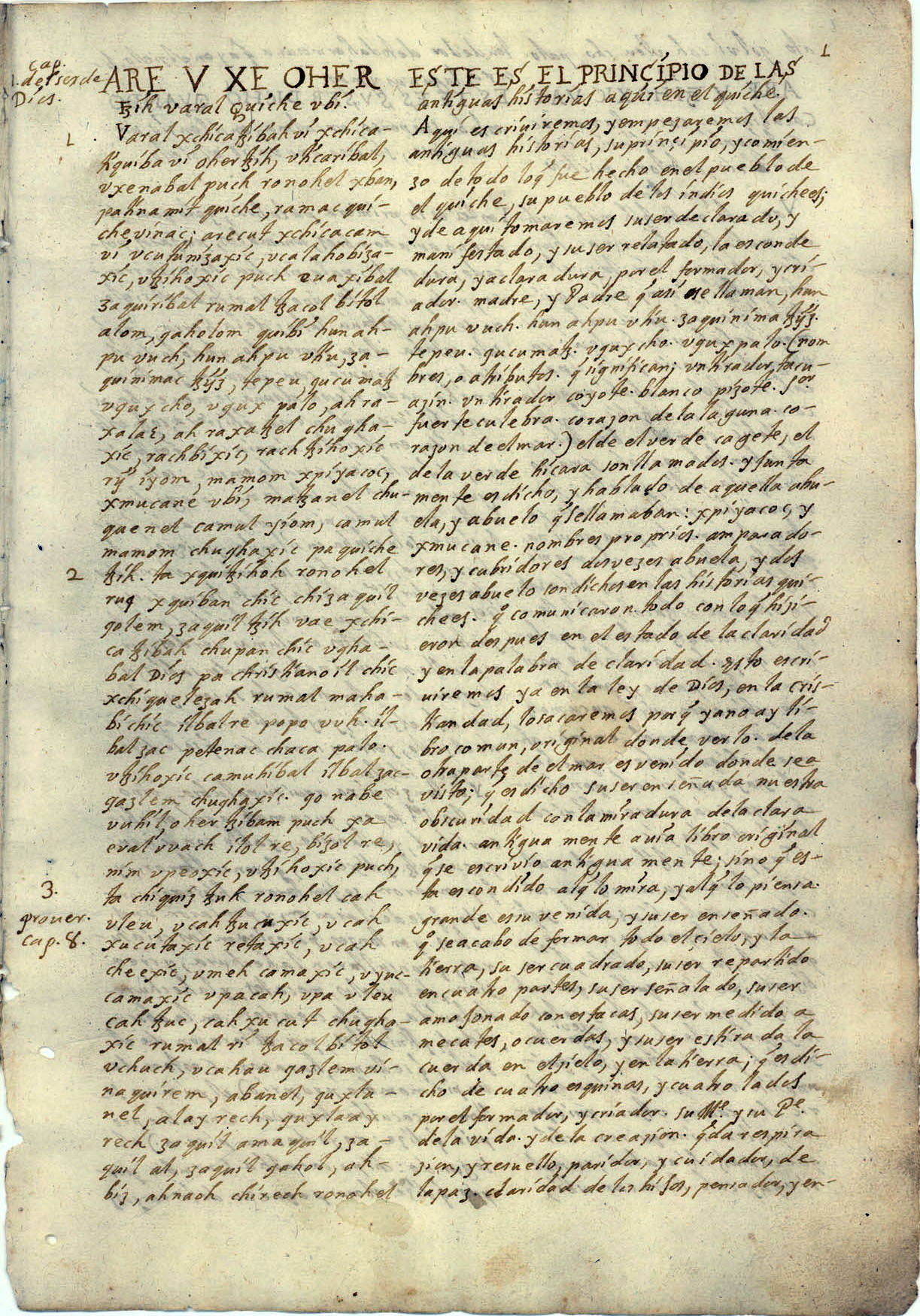
Перша сторінка манускрипту Пополь-Вух

Найвідоміший і єдиний, що дійшов до наших днів (хоча і не в оригіналі) епос пізніх мая «Пополь-Вух» також став відомий завдяки Шарлю Етьєну Брассер де Бурбурові, який в 1855 році виявив і опублікував французькою мовою переклад цього твору, зроблений в 1734 році ченцем-домініканцем Хіменесом. Хіменес виявив текст епосу в Санто-Томас-Чувіло (Гватемала), де в 1701—1703 був настоятелем монастиря. Сам оригінал, на який спирався Хіменес, імовірно, був написаний за матеріалами переказів в середині XVI століття в Санта-Крус-дель-Кіче.
Тексти «Пополь-Вуха» розділені по частинах, в кожній з яких оспівується народ кіче. Перші дослідники, які працювали з епосом, звертали увагу на схожість міфології християнства з тією, що представлена в епосі «Пополь-Вух». Зокрема, простежувалася паралель перших частин епосу і книги Буття, де описується початок Всесвіт та створення світу. Пізні дослідження спростували теорію про зв'язок християнської традиції з міфологією мая, спираючись на порівняльний аналіз індіанських міфологій.
Перша частина книги «Пополь-Вух» описує вбивство близнюками Хун-Ахпу і Шбаланке чудовиська Вукуб-Какіша та його синів. Вукуб-Какіш уникнув смерті в перший раз під час сутички біля топаля, фруктового дерева чудовиська, але брати змогли хитрістю подолати його. Сина Сіпакну близнюки вбили, заваливши його в печері, а Кабаркана отруїли. Початок другої частини розповідає про Хун-Хун-Ахпу і Вукхуб-Хун-Ахпу, батька і дядька близнюків. Їхня пристрасть до гри в м'яч була помічена правителями Шібальби (царства мертвих), які запросили героїв на поєдинок, але замість гри їх спіткала смерть. Близнюки Хун-Ахпу і Шбаланке, дізналися про це. Коли правителі Шібальби запросили також і їх, Хун-Ахпу і Шбаланке прийняли запрошення, але обминули всі підступи, влаштовані богами темряви. Після випробувань юнаки самі стрибнули у вогонь і загинули, але пізніше відродилися і хитрістю вбили правителів. Ті, хто вижив, підкорилися близнюкам.